# Genetica ecologica
La genetica ecologica è lo studio della genetica su scala ecologica. Mentre la genetica molecolare studia la struttura e la funzione dei geni a livello molecolare, la genetica ecologica (e il relativo campo in genetica delle popolazioni) studia popolazioni selvatiche di organismi.
Gli studi vengono spesso effettuati su insetti ed altri organismi che hanno brevi tempi di riproduzione, e perciò evolvono con ritmi elevati. Soprattutto, la ricerca in questo campo è svolta su caratteri di importanza ecologica (ad esempio il tempo di fioritura, la tolleranza alla siccità, la percentuale del sesso).

## Storia
Sebbene lo studio delle popolazioni naturali fosse iniziato precedentemente, è riconosciuto che questa branca sia stata inaugurata dal britannico E.B. Ford all'inizio del XX secolo. Ecological Genetics è il titolo dell'opera principale sull'argomento (1964). Altri notevoli genetisti ecologici vi comprenderebbero anche lo studio di Theodosius Dobzhansky sui moscerini della frutta. La scuola di genetica di Ford negli anni sessanta è famosa per i suoi studi, incluso quello di Bernard Kettlewell sulla farfalla Biston betularia.
Comunque, ottenere abbastanza dati sulle popolazioni naturali è stato difficile, così come ottenere i fondi di ricerca per progetti a lungo termine in questo campo. Come risultato, i fondi furono veicolati verso la genetica molecolare. Una migliore comprensione della genetica molecolare comunque ha consentito lo sviluppo di tecniche biochimiche migliori durante gli anni ottanta e novanta che di rimando hanno consentito la possibilità di derivarne dati sulle popolazioni naturali.